# Chiesa di Sant'Antonio Abate (Rocchetta Ligure)
La chiesa di Sant'Antonio Abate è la parrocchiale di Rocchetta Ligure, in provincia di Alessandria e diocesi di Tortona; fa parte del vicariato di Arquata-Serravalle.

## Storia
L'originaria cappella di Sant'Antonio Abate sorse nel Basso Medioevo, presumibilmente verso il XIII secolo; la prima citazione dell'ecclesia S. Antonii de la Rocheta unita cum dicta plebe risale tuttavia al 1523 ed è inserita in un elenco di chiese della diocesi di Tortona, mentre da documenti di qualche decennio posteriori si apprende che essa dipendeva dalla pieve di San Giovanni Battista di Albera Ligure.
Nel 1655 la comunità rocchettina fu costituita in parrocchia autonoma, indipendente dalla matrice d'Albera; la prima pietra della nuova chiesa venne posta nel 1663 e l'anno successivo l'edificio era già terminato.
Si provvide a posare il pavimento nel 1881, anno in cui la parrocchiale venne elevata alla dignità prepositurale; l'anno successivo fu poi celebrata la consacrazione.
Nel 1970, in ossequio alle norme postconciliari, la chiesa venne dotata del nuovo altare rivolto verso l'assemblea.

## Descrizione

### Esterno
La facciata a capanna della chiesa, rivolta a ponente, è suddivisa da una cornice marcapiano in due registri, entrambi tripartiti da lesene; quello inferiore presenta centralmente il portale d'ingresso e ai lati due finestre a tutto sesto, mentre quello superiore è caratterizzato da una serliana e coronata dal timpano di forma triangolare.
Annesso alla parrocchiale è il campanile a pianta quadrata, la cui cella presenta su ogni lato una monofora affiancata da lesene corinzie ed è coronata dalla cupoletta poggiante sul tamburo ottagonale.

### Interno
L'interno dell'edificio si compone di un'unica navata, sulla quale si affacciano le cappelle laterali introdotte da archi a tutto sesto e le cui pareti sono scandite da paraste sorreggenti la trabeazione modanata e aggettante sopra la quale si imposta la volta a botte; al termine dell'aula si sviluppa il presbiterio, rialzato di alcuni gradini, delimitato da balaustre e chiuso dall'abside semicircolare.